# Вавр, Ролен
Роле́н Луи́ Вавр (фр. Rolin-Louis Wavre; 25 марта 1896, Невшатель — 9 декабря 1949, Женева) — швейцарский франкоязычный математик, специалист по математической астрофизике.

## Биография
Родился в Невшателе, административном центре франкоязычного кантона Невшатель (Швейцария). Учился в городской гимназии, где был одноклассником и близким другом Жана Пиаже, впоследствии известного психолога, и Гюстава Жюве, также ставшего выдающимся математиком.
По окончании гимназии Вавр получил образование в Сорбонне. Вернувшись в Швейцарию, в 1921 году под руководством Анри Фера защитил докторскую диссертацию в Женевском университете, где и остался преподавать. Тема диссертации: «О некоторых свойствах последовательностей вещественных непрерывных функций…». С 1922 Вавр занимал должность адъюнкт-профессора, а с 1934 года — ординарного профессора (стал преемником Шарля Кайлера).
Среди прочих исследований Вавра выделяются работы по математической логике и философии математики, в которых он выступал как последователь Лёйтзена Брауэра, развивая тезисы и методики интуиционизма. Независимо от Леона Лихтенштейна и почти одновременно с ним Ролен Вавр занимался формулами равновесного вращения жидких тел с целью применения в астрофизике, в частности, к движению, вращению и форме планет, в том числе Земли.
Ролен Вавр был приглашённым докладчиком на Международном конгрессе математиков (ICM) сначала в 1920 году в Страсбурге, затем в 1928 году в Болонье и, наконец, в 1936 году в Осло. В 1932 году в Цюрихе Ролен Вавр выступил на пленарном заседании Международного конгресса математиков (ICM) с докладом «Аналитический аспект проблемы планетарных фигур». В течение двух лет, в 1936 и 1937 годах он занимал пост президента Швейцарского математического общества.

## Некоторые публикации
- «La logique amusante». Geneva: Editions du Mont-Blanc. 1946; 80 pages
- «Is there a crisis in mathematics?». American Mathematical Monthly. 41 (8): 488—499, 1934;
- «L’imagination du réel, l’invention et la découverte dans la science des nombres». Neuchâtel: Baconnière. 1948; 132 pages
- «Figures planétaires et géodésie». Gauthiers-Villars. 1932; with foreword by Jacques Hadamard; 194 pages